# 野雉尾金粉蕨
野雉尾金粉蕨（学名：[Onychium japonicum] 错误：{{Lang}}：文本有斜体标记（帮助））为中国蕨科金粉蕨属下的一个种。其种加词“japonicum”意为“日本的”。